# Dink
Dink of dinky is een oorspronkelijk Engelstalige afkorting en staat voor Double Income, No Kids (Yet). Het acroniem komt voor in het boek The Death of the West van Patrick J. Buchanan.

## Definitie
Met een dinky (double income, no kids yet) wordt een tweeverdienend stel bedoeld dat (nog) geen kinderen heeft en (mede) daardoor veel lagere vaste kosten en dus een hoger besteedbaar inkomen heeft. Ook het bruto-inkomen is vaak hoger, doordat geen van de partners parttime hoeft te werken om voor de kinderen te kunnen zorgen. Ten slotte leidt het feit dat beide partners zich volledig op hun carrière kunnen storten ook vaak tot snellere carrièresprongen en een hoger inkomen.

## Geschiedenis
Het verschijnsel is redelijk nieuw en opgekomen door maatschappelijke veranderingen in de jaren na de Tweede Wereldoorlog. Voordien (en in traditionele samenlevingen nog steeds) werd dit maatschappelijk niet geaccepteerd en werd verwacht dat de man werkte, de vrouw het huishouden deed en er grote gezinnen met veel kinderen gesticht werden. Bovendien waren kinderen een soort oudedagsvoorziening omdat zij later voor hun bejaarde ouders konden zorgen.
Kinderen krijgen wordt echter in een moderne economie een dure aangelegenheid en het werd bovendien ook minder vanzelfsprekend dat koppels het hele leven bij elkaar bleven. Ook is in meer en meer gevallen door de hogere vaste lasten een enkel inkomen niet meer voldoende en moeten beide partners vaak werken. Bovendien zorgde de opkomst van anticonceptie en emancipatie, alsmede de teruggang van de invloed van de kerk, ervoor dat het krijgen van kinderen meer en meer een vrijwillige keus werd. Met de toename van het individualisme laten mensen zich bovendien ook minder gelegen aan wat anderen van hen verwachten. Het verschijnsel is dan ook zeer sterk gekoppeld aan de demografische overgang en vergrijzing, en levert daar ook een belangrijke bijdrage aan.
Er kunnen verschillende redenen zijn om wel samen te willen wonen of te trouwen maar niet aan kinderen te willen beginnen.
Voor veel dinky-gezinnen gaat het om een tussenfase, waarin het hogere besteedbaar inkomen wordt aangewend om te sparen voor bijvoorbeeld een koopwoning of de verwachte hogere kosten wanneer de kinderen er wel komen. De redenen kunnen ook niet-financieel zijn, omdat de partners bijvoorbeeld hun relatie eerst willen laten 'rijpen' voor men aan kinderen begint. Verder is het ook goed mogelijk dat er andere factoren zijn die ertoe leiden dat men voorlopig niet aan kinderen begint. De 'Y' in het acroniem is er hier niet voor niets: de kinderen komen later, maar nu nog even niet (not yet).
Andere koppels willen in het geheel geen kinderen krijgen. Ook hier kunnen de kosten meespelen, hoewel sommige koppels ook om ideologische redenen geen kinderen willen. Andere factoren zijn het niet willen opgeven van de carrière of vrijheid, of simpelweg niet van kinderen houden. Vooral bij intellectuelen speelt vaak dat mensen liever in hun eigen welzijn en ontwikkeling investeren.
Ten slotte is er een derde categorie dink-koppels die onvrijwillig kinderloos zijn, bijvoorbeeld wegens onvruchtbaarheid van een van de partners.